# هوپ جارن
آن هوپ جارِن (انگلیسی: Hope Jahren؛ زادهٔ ۲۷ سپتامبر ۱۹۶۹) ژئوشیمیدان و ژئوبیولوژیست آمریکایی در دانشگاه اسلو نروژ است که به خاطر کارهایش در زمینه تحلیل جنگل‌های فسیلی دوره ائوسن با استفاده از روش‌های ایزوتوپ پایدار شناخته شده است. او جوایز متعددی در این حوزه دریافت کرده که از جمله می‌توان به مدال جیمز بی. مکلوان اتحادیه ژئوفیزیک آمریکا اشاره کرد.

## زندگی اولیه و تحصیلات
جارندر ۲۷ سپتامبر ۱۹۶۹ در آستین، مینه‌سوتا متولد شد. پدرش استاد علوم در یک کالج محلی بود و او سه برادر بزرگتر دارد. تحصیلات کارشناسی خود را در رشته زمین‌شناسی در دانشگاه مینه‌سوتا به پایان رساند و در سال ۱۹۹۱ با درجه ممتاز فارغ‌التحصیل شد.

## فعالیت‌های علمی و تحقیقاتی
جارندر سال ۱۹۹۶ دکترای خود را در رشته علوم خاک از دانشگاه کالیفرنیا، برکلی دریافت کرد. رساله دکترای او به تشکیل مواد معدنی زیستی در گیاهان پرداخت و از روش‌های نوین ایزوتوپ پایدار برای بررسی این فرایندها استفاده کرد. از سال ۱۹۹۶ تا ۱۹۹۹ استادیار مؤسسه فناوری جورجیا بود، سپس به دانشگاه جانز هاپکینز نقل مکان کرد و تا سال ۲۰۰۸ در آنجا ماند.
در مؤسسه فناوری جورجیا، او تحقیقاتی روی جو باستانی با استفاده از گیاهان فسیلی انجام داد و دومین رویداد آزادسازی هیدرات متان را که ۱۱۷ میلیون سال پیش رخ داده بود، کشف کرد. او همچنین یک سال را با بورس فولبرایت در دانشگاه کپنهاگ گذراند و تکنیک‌های تحلیل DNA را آموخت.
در دوران فعالیت در جانز هاپکینز، تحقیقات جارندربارهٔ جنگل‌های فسیلی جزیره آکسل هایبرگ مورد توجه رسانه‌ها قرار گرفت. مطالعات او روی درختان این امکان را فراهم کرد که شرایط محیطی جزیره را ۴۵ میلیون سال پیش تخمین بزند. او و همکارانش با تحلیل کاهش ایزوتوپ‌های اکسیژن، الگوهای آب‌وهوایی را که اجازه رشد جنگل‌های بزرگ متاسکویا را در دوره ائوسن می‌داد، تعیین کردند. تحقیقات او در جانز هاپکینز همچنین شامل اولین استخراج و تحلیل DNA یافت‌شده در خاک‌های باستانی و اولین کشف ایزوتوپ‌های پایدار در DNA یک ارگانیسم چندسلولی بود.
در یکی از مقالات تحقیقاتی جارنبا عنوان «تأثیر غلظت CO2 جو بر تفکیک ایزوتوپ کربن در گیاهان زمینی C3»، او به بررسی تأثیر سطح دی‌اکسید کربن جو بر گیاهان و ترکیب ایزوتوپی کربن آنها پرداخته است. این مطالعه نشان می‌دهد که چگونه آزمایش‌های با سطوح مختلف CO2 نتایج متنوعی در پردازش ایزوتوپ‌های کربن توسط گیاهان نشان می‌دهند. جارنو همکارانش پیشنهاد می‌کنند که آزمایش‌هایی که عواملی مانند دسترسی به آب را کنترل نمی‌کنند ممکن است به نتیجه‌گیری‌های گمراه‌کننده دربارهٔ تأثیر مستقیم CO2 بر گیاهان منجر شوند. این مطالعه تعامل پیچیده بین CO2 جو، زیست‌شناسی گیاهان و ایزوتوپ‌های کربن را برجسته می‌کند و بینش‌های ارزشمندی دربارهٔ اکوسیستم‌های مدرن و باستانی ارائه می‌دهد.
جارنجانز هاپکینز را برای پذیرش سمت استاد تمام در دانشگاه هاوایی ترک کرد. تحقیقات او در آنجا بر استفاده از تحلیل ایزوتوپ پایدار برای تعیین ویژگی‌های محیطی در مقیاس‌های زمانی مختلف متمرکز بود. در اول سپتامبر ۲۰۱۶، او به عنوان استاد جی. توزو ویلسون در مرکز تکامل و دینامیک زمین دانشگاه اسلو منصوب شد، جایی که به مطالعه ارتباط شیمیایی بین ارگانیسم‌های زنده و فسیلی با محیط می‌پردازد.

## آثار و تألیفات
کتاب جارنبا عنوان «دختر آزمایشگاه» (۲۰۱۶) که ترکیبی از خاطرات شخصی و ستایشی از جهان طبیعی است، مورد تحسین منتقدان قرار گرفته است. این کتاب به عنوان اثری ادبی که خاطره‌نویسی و نگارش علمی را درهم می‌آمیزد و روایتی زمینی و جذاب ارائه می‌دهد، توصیف شده است. وی همچنین برندهٔ جوایزی همچون بورسیه فولبرایت شده است.